# Бонк, Наталья Александровна
Ната́лья Алекса́ндровна Бонк (урождённая Кроль; 2 июля 1924, Москва — 21 ноября 2020, Москва) — советский и российский педагог и лингвист, автор популярной методики изучения английского языка, профессор Литературного института.

## Биография

### Ранние годы
Отец — Александр Ефимович Кроль (1889—1974), сын николаевского купца второй гильдии, до революции с золотой медалью окончил Петербургский горный институт; впоследствии возглавлял завод лакокрасочных материалов в Дорогомилово, потом был старшим инженером Первого главного управления наркомата авиационной промышленности, кавалер ордена Красной Звезды (1945). Мать — Розалия Михайловна Кроль-Боярская (1902—1970), музыкант (пианистка и певица), после трёх курсов Одесской консерватории по классу фортепиано переехала в Москву, училась вокальному искусству у Евгении Збруевой; артистка Московской государственной филармонии.
Главным человеком в своей детской жизни Наталья Александровна считала няню Анну Ивановну Грачеву, уроженку села Васильки Смоленской губернии, которая приобщила её к религии, научила молиться и без ведома родителей окрестила в православие.
В 4 года девочка научилась читать, по книжке «Крокодил» Чуковского с крупными буквами и иллюстрациями Ремизова). Став студенткой, она узнала, что использованная ею по наитию техника обучения называется «методом целых слов». После этого она читала запоем, большую роль в приобщении к литературе сыграл её дядя по матери — писатель Арон Мовшевич Боярский (1907—?).
С пяти лет девочку начали водить в так называемую «группу», которые на каждом московском бульваре занимались с детьми немецким языком, что было очень популярно в конце 1920-х годов в СССР. Наталью водили заниматься на Патриаршие пруды, где две пожилые дамы из российских немцев разговаривали с учениками. «Немецкий моих преподавательниц был немного устаревшим. Нас не учили ни письму, ни чтению — только разговаривать. И через год все уже бойко лопотали на немецком языке», — вспоминала Наталья Александровна. Затем она продолжила изучать немецкий в школе.
Наталья Бонк по рекомендации начальника своего отца, наркома авиационной промышленности П. И. Баранова, была принята сразу во второй класс престижной, «правительственной» образцовой школы № 25 в Старопименовском переулке, в которой на класс младше её училась Светлана Сталина, а на три года старше — её брат Василий.
«Мы с моими друзьями и одноклассниками росли настоящими интернационалистами и патриотами. О каких-либо проявлениях ксенофобии или доносительства не могло быть и речи: могли перестать здороваться и даже побить. Когда видели несправедливость — заступались. Намечалось молодое гражданское общество», — вспоминала Н. А. Бонк о своих школьных годах.

### Институт иностранных языков
В детстве и отрочестве Наталья была артистичной, завсегдатаем Московского ТЮЗа и звездой школьных спектаклей. По её словам, она поступила на факультет английского языка МГПИИЯ в 16 лет чисто случайно. Возвращаясь от Парка Культуры, где она отоваривала продовольственные карточки, по Остоженке пешком, зашла в институт иностранных языков и набрела на кафедру английского языка, где встретила профессора фонетики Александра Львовича Трахтерова. На её пожелание поступить на первый курс профессор спросил: «Почему английский язык?». Девушка ответила, что по-немецки уже говорит свободно. Поскольку ей как круглой отличнице для поступления в вуз надо было пройти только собеседование, её приняли в институт.
К осени 1942 года девушка осталась в квартире одна: мать выступала во фронтовой агитбригаде, отец уехал в эвакуацию и даже были сведения, что он погиб. О том, что он жив, семья узнала из списка награждённых орденом Красной Звезды, опубликованного в газете.
В 1945 году окончила Педагогический институт иностранных языков.

### Появление первого учебника
После института Наталья Александровна начала работать на курсах иностранных языков Министерства внешней торговли, где ей пришлось научиться преподавать все аспекты языка — от фонетики до делового английского.
Однажды к Наталье Александровне на открытый урок пришла старший преподаватель курса и заинтересовалась, где она берёт упражнения для изучения грамматических конструкций. Наталья Александровна ответила, что пишет их сама ввиду нехватки материала в имеющихся учебниках. После этого её вызвали в дирекцию и предложили возглавить подготовку материала для изучения английского языка. В группу методистов добавили Галину Акимовну Котий и Наталью Анатольевну Лукьянову, и втроём они приступили к работе над учебником, каждая использовала при этом свои сильные стороны.
Первая часть учебника вышла в издательстве «Глобус» в 1960 году. Впоследствии учебник переиздавался многократно, дополнялся и перерабатывался. Наталья Александровна также является автором ряда разработок в области методики преподавания английского языка.
В разное время преподавала английский язык на курсах МИД СССР, в Всероссийской академии внешней торговли.
С 1993 года руководила изучением английского языка в Литературном институте имени А. М. Горького, была профессором.
В конце 1990-х годов Наталья Александровна вместе с дочерью Ириной Бонк написала популярный учебник «Английский шаг за шагом».
Скончалась 21 ноября 2020 года на 97-м году жизни. Похоронена на Востряковском кладбище.

## Методика Н. А. Бонк
Н. А. Бонк готовила свои учебники для людей, владеющих русским языком как родным, исходя из различий в грамматическом строе русского и английского языков, в лексике и фонетике, которые могут вызвать трудности в учебном процессе. В то же время учебники Бонк основываются и на общих чертах обоих языков.
Наталья Александровна рекомендовала всем, кто изучил иностранный язык, продолжать использовать его: читать, слушать передачи радио и телевидения, она сама делала это всю жизнь. «Если вы решили изучить какой бы то ни было язык, вы должны, прежде всего, ответить себе на вопрос, для чего он вам нужен. Если речь идет о туристической поездке, достаточно разговорника. А если вы желаете использовать этот язык в своей профессии, вам надо приготовиться к солидному времени и к солидному курсу», — говорила она.
Интенсивные курсы, получившие распространение в 1990-е годы, она рассматривала как часть изучения языка при условии, что сам интенсив тщательно подготовлен и учитывает необходимость частого повторения материала. При этом каждый урок должен быть интересным, давать возможность говорить и преподавателю, и всем студентам. Очень важным в изучении языка она считала «живое общение на уровне человек-человек», именно оно позволяет также говорить без акцента, перенимая манеру говорить у носителей языка при условии, что они говорят правильно.

## Лучший учебник английского
Выдержавший множество изданий учебник Н. А. Бонк в профессиональной среде считается лучшим для самостоятельного обучения. В нём есть все разделы (фонетический, лексический, грамматический), широко представлен закрепляющий практический материал, позволяющий научиться говорить, слушать, читать и писать. Вводный курс даёт теорию, обиходные слова и самые необходимые грамматические правила (например, все спряжения глагола to be во времени Indefinite и Соntinuous). Учащийся с азов осваивает лексику, умение строить диалог, специфическое произношение и интонации, для чего авторы от руки нарисовали схемы, стрелочками, черточками, точками указав тональность каждого слова.
Словарь и грамматический справочник «привязаны» к каждому уроку в отдельности, позволяя осваивать материал последовательно и быстрее его запоминать.

## Семья
- Муж — Анатолий Адольфович Бонк (Городищер, 1914—1997), уроженец еврейской земледельческой колонии Доброе, участник Великой Отечественной войны, инвалид I группы[14][15].
  - Дочь — Елена (1949), умерла во младенчестве.
  - Дочь — Ирина Анатольевна Бонк (1951—2005), выпускница МГУ им. М. В. Ломоносова, была соавтором матери, преподавала английский язык на курсах проф. Н. А. Бонк[16].
- Дед — николаевский купец второй гильдии Хаим Абрамович Кроль, уроженец Кременчуга[17], крупный зерноторговец[18], которому принадлежали два доходных дома Х. А. Кроля на Глазенаповской улице[19] в Николаеве (1880, ныне памятник архитектуры)[20][21], в одном из которых располагался его ресторан; в 1904 году в доме располагался Бессарабско-Таврический земельный банк[22].